# Felix Álvarez
Felix Josep Álvarez Blásquez (* 10. Juli 1966) ist ein ehemaliger andorranischer Fußballspieler. Er spielte aktiv für CE Principat und den FC Andorra. Für die Nationalmannschaft Andorras kam er immerhin zu 9 Länderspieleinsätzen.